# Evangelische Kirche Aukrug
Die Evangelische Kirche Aukrug ist ein Kirchengebäude in Aukrug im Kreis Rendsburg-Eckernförde. Die neugotische Saalkirche in Kreuzform mit halbrunder Apsis wurde 1893 nach Plänen des Hamburger Architekten Hugo Groothoff gebaut.
Der Entwurf des erst 1922 gebauten (Fertigstellung 1923) Turmes stammt von dem kaiserlichen Baurat und Kirchenbaumeister Jürgen Kröger, der im Ruhestand in Innien lebte. Er entwarf auch das Ehrenmal für die im Ersten Weltkrieg Gefallenen, das sich seit 1922 neben der Kirche befindet.

## Baugeschichte

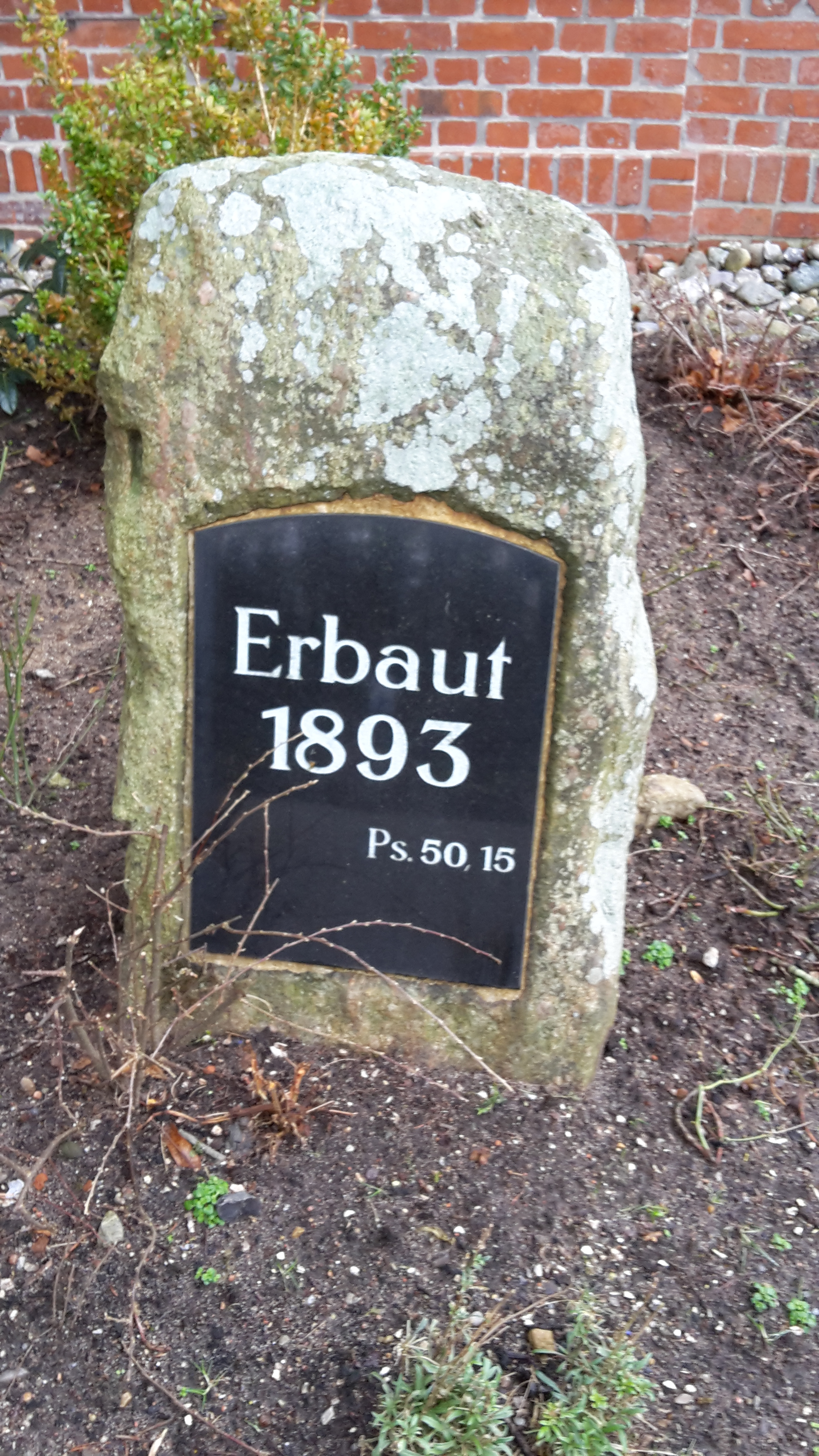
Gedenkstein zur Weihung der Kirche

Das Kieler Konsistorium bewilligte am 22. Mai 1893 die Einstellung eines Hilfsgeistlichen, bevor die Kirchengemeinde als Kirchengemeinde Innien am 1. April 1902 vom Kirchspiel Nortorf abgetrennt wurde und eine selbständige Kirchengemeinde entstand. Der Grundstein wurde am 20. Juni 1893 gelegt und das Bauwerk am 17. Dezember 1893 eingeweiht. Die Baukosten betrugen 15.500 Mark inklusive Innenausstattung. Generalsuperintendent Justus Ruperti überreichte bei der Einweihung im Namen der Kaiserin Auguste Viktoria eine silberbeschlagene Altarbibel mit eigener Inschrift als Geschenk.

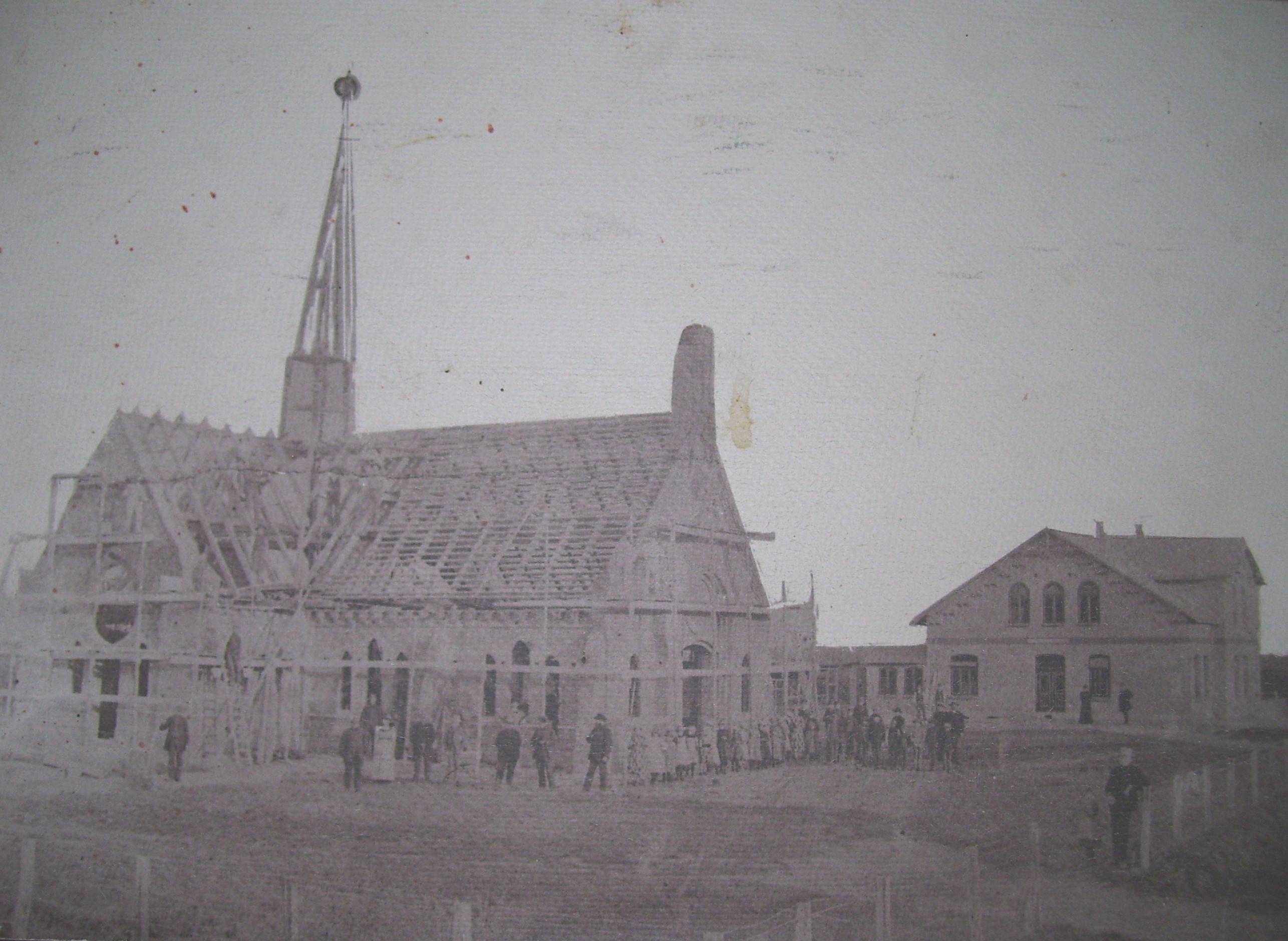
Aukruger Kirche und Pastorat in der Bauphase
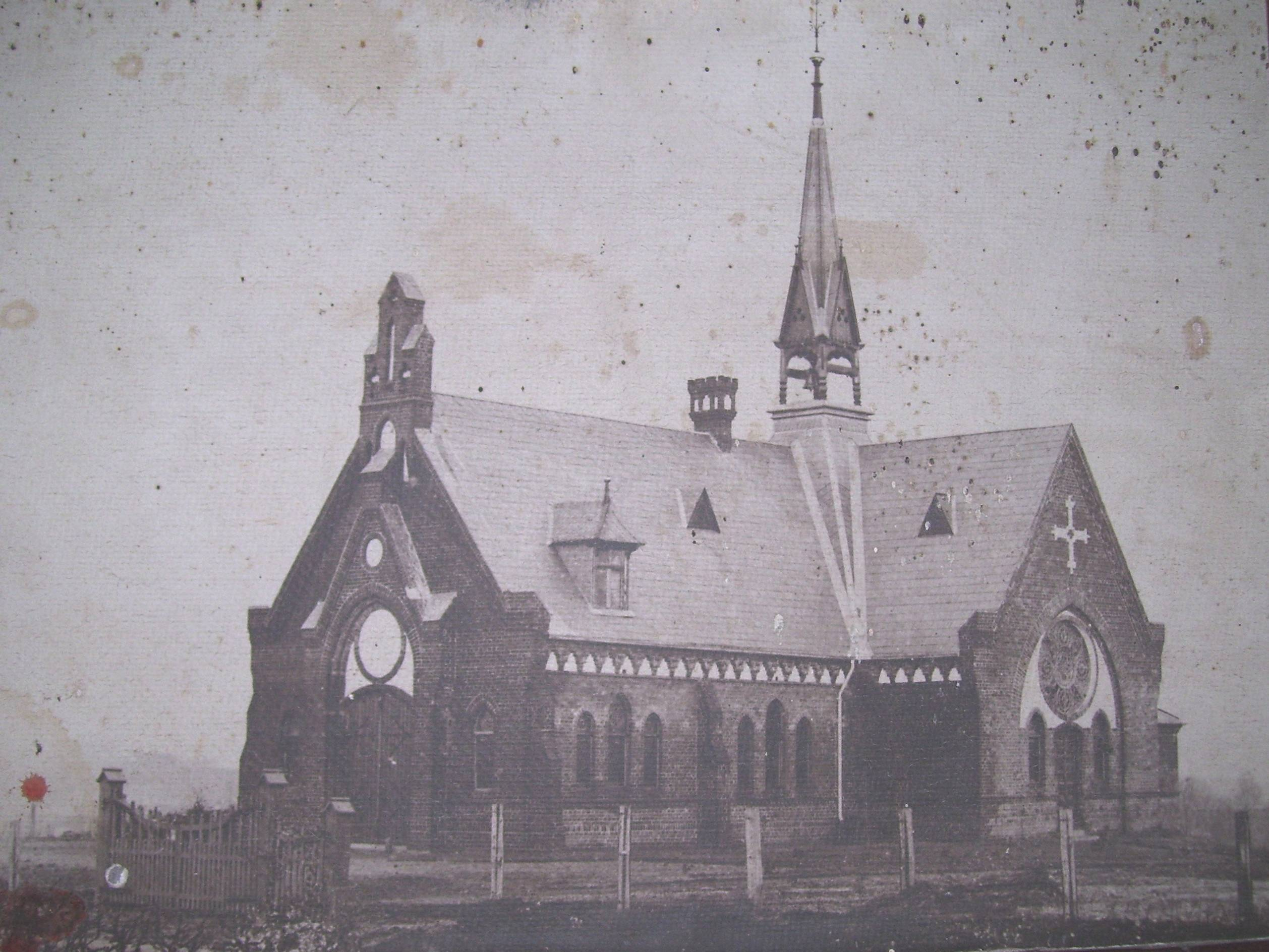
Aukruger Kirche nach der Fertigstellung
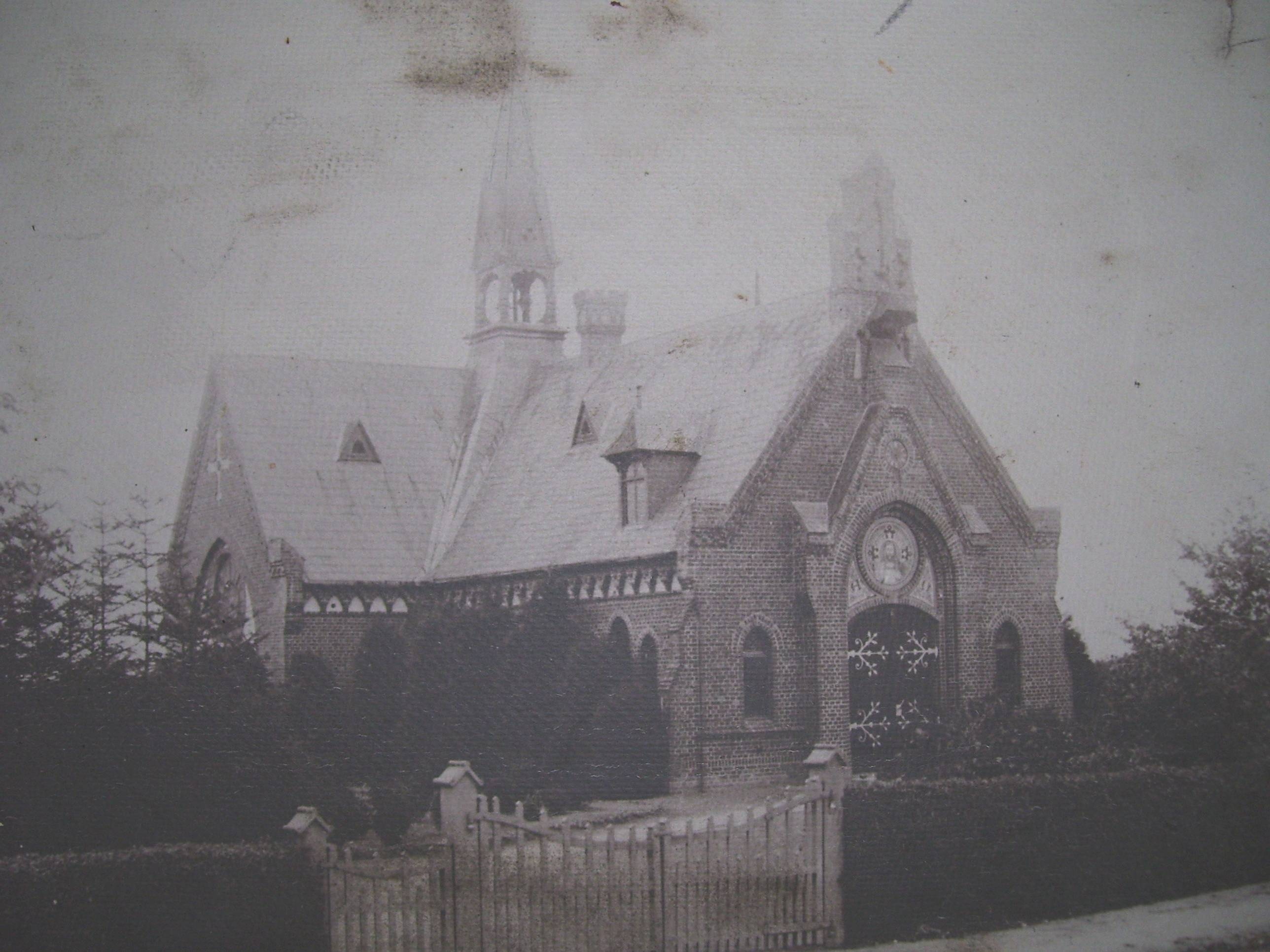
Frontansicht der Aukruger Kirche vor dem Bau des Turmes
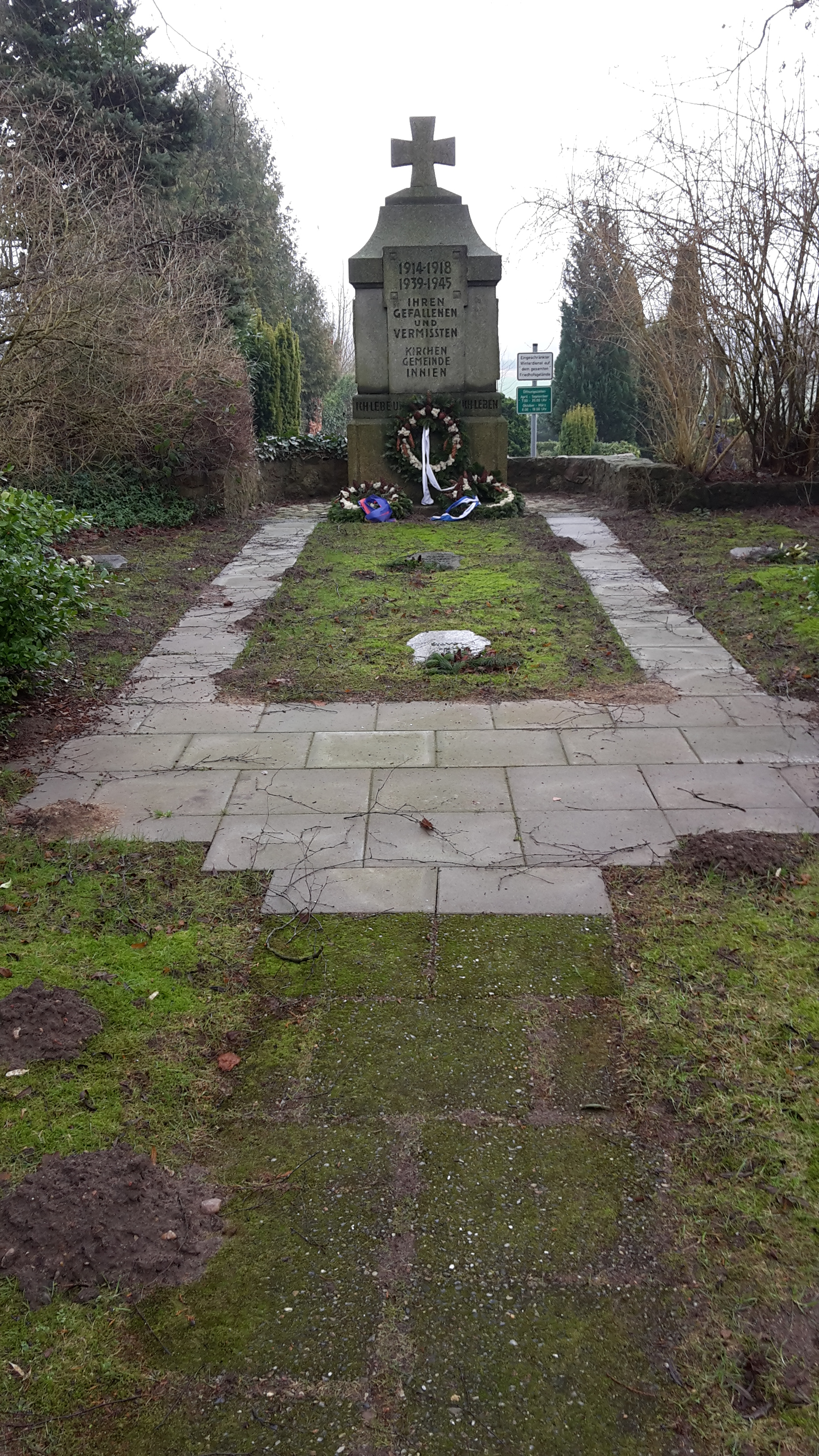
Ehrenmal neben der Aukruger Kirche

## Bauwerk
Mit der Saalkirche über kreuzförmigen Grundriss realisierte Baumeister Groothoff erstmals den für ihn charakteristischen Typ einer Dorfkirche. Auch die Abmessungen und Proportionierungen sind bei den von ihm danach realisierten ländlichen Kirchenbauten in Wankendorf, Brokstedt, Hamburg-Eidelstedt und Hennstedt in etwa gleich. Die Gesamtlänge von 22,5 m teilt sich in 11 m für das Langhaus, 8 m für die Querarme und 3,5 m für den Kastenchor auf. Ebenso finden sich in Aukrug erstmals die weiß verputzten Wandflächen und die aus Ziegel gefertigten Rahmungen und Zierstreifen.
Südöstlich des Altarraumes liegt ein Anbau, der ursprünglich als Sakristei gedient hat. Vor dem Bau des Kirchturmes, den der Kaiserliche Baurat Jürgen Kröger 1922 entwarf, besaß die Kirche nur einen Dachreiter für die Glocke, der heute noch in zurückgebauter Form vorhanden ist. Die Westfassade, vor der sich heute der Turm befindet, wies über dem Eingang ein geweißtes Blendtympanon mit Kreisornament auf.
Der Saal wird von einer gebrochenen Holztonne überspannt, während der um zwei Stufen erhöhte Chorbereich ein Gewölbe aus Ziegelsteinen aufweist. Im Altarraum befindet sich ein hölzernes Kruzifix, das auf der Mensa steht. Das Taufbecken steht gegenüber der Kanzel, die vermutlich, wie heute noch in Wankendorf, direkt von der ehemaligen Sakristei betreten werden konnte. Das heutige Gestühl stammt aus der Erbauungszeit und ist in zwei Blöcken mit einem Mittelgang gestellt.
Renovierungen der Kirche erfolgten 1929, 1967, 1991/92 und 2014. 1929 wurde der Innenraum der Kirche neu ausgemalt, 1967 wurde das Kirchengebäude an die Ölheizung im Pastorat angeschlossen und der Fußboden sowie die Beleuchtung erneuert. Der bis dahin in der Mitte des Kirchenraumes hängende Dornenkranz wurde entfernt. 1991 erfolgte eine grundlegende Renovierung des Außenbaus und 2014 die Sanierung der originalen 26 Bleiglasfenster. 1999 bekam die Kirche neue Glocken, die am Erntedankgottesdienst geweiht wurden.

## Gemeinde
2019 schloss sich die Kirchengemeinde mit den Kirchengemeinden Hohenwestedt, Hademarschen, Nortorf, Schenefeld, Todenbüttel und Wacken zur Südregion im Kirchenkreis Rendsburg-Eckernförde zusammengeschloss, zu deren sieben Gemeinden derzeit dreizehn Pastorinnen und Pastoren, 14 Kirchen und Kapellen gehören.

## Orgel
Die alte Orgel auf der Westempore wurde 1931 für 9.104 Mark erworben, die neue Orgel an der Nordostseite wurde am 8. Juni 1975 in einem Festgottesdienst in den gottesdienstlichen Gebrauch genommen. Es handelt sich um eine rein mechanische Schleifladenorgel mit drei Werken aus der Wilhelmshavener Orgelbauwerkstatt Alfred Führer. Sie besitzt folgende Disposition:
| I Hauptwerk C–g3 |               |    |
| 1.               | Prinzipal     | 8′ |
| 2.               | Rohrflöte     | 8′ |
| 3.               | Oktave        | 4′ |
| 4.               | Gemshorn      | 2′ |
| 5.               | Mixtur III–IV | 2′ |

| II Brustwerk C–g3 |            |        |
| 6.                | Gedackt    | 8′     |
| 7.                | Blockflöte | 4′     |
| 8.                | Prinzipal  | 2′     |
| 9.                | Terzian II | 1 3⁄5′ |
| 10.               | Scharff IV | 1′     |
| 11.               | Krummhorn  | 8′     |
|                   | Tremulant  |        |

| Pedal C–f1 |           |     |
| 12.        | Subbaß    | 16′ |
| 13.        | Gedackt   | 8′  |
| 14.        | Choralbaß | 4′  |

- Koppeln: I/II, I/P, II/P

## Pastoren in Aukrug
- Johannes Lehfeldt, 1892–1898, ging nach Lauenburg und später nach Hamburg-Hamm, gest. 1929
- Jürgen Roos, 1898–1914, ging nach Altona, Johanniskirche
- Pastor Loth, 1914–1915 zur Vertretung
- Johannes Tramsen, 1915 – September 1943, Leiter des Bruderrates der Bekennenden Kirche in Schleswig-Holstein
- Johannes Tonnesen, 1944 – November 1953, lebte später im Ruhestand in Flensburg
- Erwin Striewski, 1954 – März 1958, ging nach Bozen, Südtirol
- Georg Klemt, September 1958 – April 1969, ging nach Rendsburg
- Friedrich Wackernagel, Mai 1969 – November 1975, ging nach Plön
- Klaus Bröker, Mai 1976 – April 2011
- Christina Leykum, seit Mai 2011

## Gemeinde
Die Kirchengemeinde Aukrug hat sich 2019 mit den Kirchengemeinden Hademarschen, Hohenwestedt, Nortorf, Schenefeld, Todenbüttel und Wacken zur Südregion im Kirchenkreis Rendsburg-Eckernförde zusammengeschloss, zu deren sieben Gemeinden derzeit dreizehn Pastorinnen und Pastoren, 14 Kirchen und Kapellen gehören.